# Fritz Riege
Fritz Riege (* 26. Januar 1927 in Züllichau, Neumark; † 21. Februar 2025 in Celle, Niedersachsen) war ein deutscher Politiker (SPD), Mitglied des Niedersächsischen Landtages und Staatssekretär.

## Biografie
Fritz Riege beantragte am 1. Februar 1944 als 17-jähriger Schüler die Aufnahme in die NSDAP und wurde zum 20. April desselben Jahres aufgenommen (Mitgliedsnummer 10.100.286). Er leistete in der Wehrmacht Militärdienst und geriet in Kriegsgefangenschaft. Nach seiner Freilassung arbeitete er einige Zeit als Buchhändler. Danach absolvierte er ein Studium. Er wurde im Jahr 1965 mit der Arbeit Die gewerkschaftlichen Organisationsformen in der Bundesrepublik Deutschland. Ihre Unterschiede, ihre Ursachen und ihre Bedeutung im Licht der Gewerkschaftstheorie an der Wirtschafts- und Sozialwissenschaftlichen Fakultät der Universität Göttingen promoviert. Riege wurde beruflich für den Deutschen Gewerkschaftsbund tätig, für die Handwerkskammer Bremen und im Landesverband der niedersächsischen Ortskrankenkassen. In den Jahren 1970 bis 1974 arbeitete er im Niedersächsischen Ministerium für Bundesangelegenheiten als Staatssekretär, von 1990 bis 1994 im Niedersächsischen Sozialministerium ebenfalls als Staatssekretär. Riege engagierte sich in zahlreichen Positionen. Er trat in die Gewerkschaft Öffentliche Dienste, Transport und Verkehr und in die Arbeiterwohlfahrt ein und wurde Mitglied im Reichsbund, für den er im Celler Kreisverband zeitweise den Vorsitz übernahm. In Celle wurde er auch Mitglied des SPD-Parteirats, Mitglied des Stadtrates in den Jahren 1961 bis 1970 und für einige Zeit auch zweiter stellvertretender Bürgermeister der Stadt.
Vom 6. Juni 1967 bis 30. September 1970 war er Mitglied des Niedersächsischen Landtages (6. und 7. Wahlperiode) und vom 21. Juni 1974 bis 20. Juni 1990 in der 8. bis 11. Wahlperiode. Vom 18. September 1974 bis 5. Mai 1976 übernahm er den Vorsitz im Ausschuss für Sozial- und Gesundheitswesen.
Aus Anlass seines 90. Geburtstages erhielt Fritz Riege die Willy-Brandt-Medaille.
Er war verheiratet und hatte zwei Kinder.